# Constitution espagnole de 1978
 (juin 2024).
Si vous disposez d'ouvrages ou d'articles de référence ou si vous connaissez des sites web de qualité traitant du thème abordé ici, merci de compléter l'article en donnant les références utiles à sa vérifiabilité et en les liant à la section « Notes et références ».
Pour les articles homonymes, voir Constitution espagnole.
Lire en ligne

sur le site du Tribunal constitutionnel : en espagnol, en français

Lois fondamentales du Royaume d'Espagne (franquisme : 1936-1978)
La Constitution espagnole de 1978 est la loi fondamentale qui régit de manière organisée et hiérarchisée l'ensemble des institutions de l'État espagnol, ainsi que les droits et les devoirs des citoyens depuis 1978.
Le texte fut développé par la voie du consensus et ce pour la première fois dans l'histoire espagnole et fut approuvé par référendum pendant le processus de la Transition démocratique espagnole, après la dissolution des institutions organiques du régime franquiste dirigé par Francisco Franco.
La constitution déclare la séparation des pouvoirs : 
- le pouvoir législatif est détenu par le Congrès des députés et le Sénat (regroupés au sein des Cortès Générales). À ce titre, ils élaborent et votent les lois. Ils élisent le président du gouvernement (autrement dit le Premier ministre).
- le pouvoir exécutif est de la responsabilité du gouvernement, qui dirige depuis le Conseil de ministres du palais de la Moncloa, les administrations civiles et militaires, ainsi que la politique intérieure et extérieure du pays. Ce pouvoir est détenu par le président du gouvernement, qui est élu par les détenteurs du pouvoir législatif, sur proposition du Roi d'Espagne.
- le pouvoir judiciaire est composé d'institutions comme le Tribunal constitutionnel, le Conseil général du pouvoir judiciaire et le défenseur du peuple.

La Constitution décrit l'organisation territoriale de La Constitution décrit l'organisation territoriale de l'État comme décentralisée, selon le modèle des Communautés autonomes en établissant deux types de communautés :
- les régions autonomes :  l'article 143 établit les procédures pour la création des autonomies de nouvel accès, appelés régions autonomes.
- les nationalités : l'article 151 a permis un processus d'autonomie accéléré et adaptée aux régions dites « historiques », celles qui avaient déjà bénéficié d'un statut d'autonomie pendant la IIe République : Catalogne, Galice et Pays basque.
- la disposition transitoire nº 4 permet expressément la réunion de la Navarre avec la Communauté autonome basque.

Jusqu'à 17 régions autonomes, dont 3 nationalités, se sont ainsi créées.

## Contexte historique

### Héritage chaotique
L'histoire constitutionnelle de l'Espagne, qui se développe tout au long du XIXe siècle et au début du XXe siècle, se caractérise par l'établissement de régimes avec peu de soutien populaire, voire pas du tout. Ainsi, toutes les constitutions espagnoles ont été en règle générale appliquées brièvement et l'on constate une inflation de textes constitutionnels se succédant à brève échéance.
Le premier texte auquel on peut se référer est le statut de Bayonne, mais compte tenu du contexte politique de l'époque (invasion napoléonienne), son élaboration et sa portée très limité sur le territoire espagnol ne permettent pas de la considérer comme une constitution, mais une charte octroyée par l'occupant Français.
En réponse à cela, les Cortès de Cadix, âme de la résistance face à Napoléon, rédige en 1812 la première Constitution espagnole issus de la volonté populaire. De caractère libéral, c'est un texte long et rigide qui ne résiste pas au retour des Bourbon en 1814. En effet, Ferdinand VII, inspiré par le  manifeste des Perses, promulgue un décret le 4 mai 1814, abrogeant la constitution et toutes les décisions prises par les Cortès en les déclarant « nulles et sans aucune valeur ni effet, maintenant et de tout temps, comme si de tels actes ne s'étaient jamais produits et qu’ils étaient à jamais anéantis »,,,.
Cette abrogation est suivie d'une série de pronunciamientos en faveur du rétablissement de la constitution de Cadix. Seule la tentative du triennat libéral en 1820 permet son rétablissement pour un temps, mais elle est de nouveau abrogée dès 1823. Cette constitution a joué un rôle important en tant que symbole face à l'absolutisme espagnol, tout au long du XIXe siècle.
Après la mort de Ferdinand VII en 1833, sa fille devient Reine sous le nom d'Isabelle II avec sa mère Marie-Christine de Bourbon comme régente. Face aux prétentions carlistes, la régente s'allie aux libéraux en accordant une large amnistie et l'élaboration d'un nouveau texte constituant, le Statut royal de 1834. Cependant, le caractère octroyé du texte inspiré par la charte constitutionnelle française de 1814, ne satisfait pas les libéraux et encore moins les carlistes qui déclenchent la première d’une longue série de guerre civile.
Ses soubresauts entraînent une mutinerie militaire en 1836, forçant la régente à rétablir provisoirement la constitution de 1812 et lancer un processus constituant. Celui-ci débouche sur la constitution de 1837, un texte de compromis entre les progressistes et les modérés.
Parallèlement à la fin de la première guerre carliste, Marie-Christine de Bourbon impopulaire, cède la régence au général Espartero. Celui-ci instaure un régime dictatorial qui, excluant les progressistes et les modérés, est renversé à son tour en 1843. Après une succession de gouvernements éphémères issue du Parti modéré, son nouveau leader et président du conseil, Ramón María Narváez y Campos, entame un nouveau projet constitutionnel en excluant le Parti progressiste. La constitution de 1845, malgré son caractère restrictif et son impopularité chez les libéraux — qui voudront régulièrement la réformer — restera en vigueur jusqu’à la révolution de 1868.
De 1845 à 1868, le parti modéré gouverne sans partage sur la vie politique espagnole mais ne parvient pas à résoudre la crise économique et sociale des années 1860 et les pronunciamiento incessants fragilisent la monarchie d’Isabelle II jugée corrompue. La révolution de 1868 débouche sur une période de crise révolutionnaire longue de six ans, le sexennat démocratique.
La première phase de cette période, inaugure la constitution de 1869. De caractère libéral et monarchique, le texte établit la souveraineté nationale, remise entre les mains des Cortès, le suffrage universel, la liberté de la presse, puis d'association et de réunion, l'inviolabilité du domicile, la liberté d'enseignement et de culte, bien que l'État s'engageât à soutenir le culte catholique. Accompagnée d’un changement dynastique, cette constitution rencontre beaucoup d’adversaires : carlistes, alphonsistes, républicains. Le nouveau Roi, Amédée Ier de Savoie, ne se sentant pas accepté et incapable de mettre de l'ordre dans le climat politique troublé de l'époque, malgré de la bonne volonté et une certaine compétence politique, abdique le 11 février 1873. Face aux menaces des quartiers populaires de Madrid, acquis au républicanisme, les Cortès proclament la République le lendemain.
Mais le nouveau régime ne résiste pas face à l’insurrection fédéraliste et à la troisième guerre carliste. Un nouveau pronunciamiento met un terme au premier régime républicain. La dynastie des Bourbon est rétablie en la personne d’Alphonse XII, le fils ainé d’Isabelle II. Une nouvelle Cortès constituante est élue et rédige la constitution de 1876 accordant de larges pouvoirs exécutifs au monarque espagnol.
Se maintenant jusqu’en 1923, la constitution dite canovienne, reste à ce jour le texte constitutionnel ayant duré le plus longtemps — 47 ans, 2 mois et 16 jours —. Mais dès le début du XXe siècle, cette constitution et le régime qui l’accompagne — la restauration Bourbonienne — entrent dans une phase de décomposition. Le népotisme, la corruption et la crise identitaire mine la stabilité institutionnelle. Le système électoral est tronqué par l’intervention des potentat locaux. Les insurrections ouvrières et paysannes se font croissantes et la macrocéphalie militaire, omnipotente. Face à une nouvelle crise gouvernementale, le général Primo de Rivera prend le pouvoir avec la complicité du Roi Alphonse XIII.
Honni Primo de Rivera et la monarchie cède la place à la seconde république espagnole, le 14 avril 1931. Les nouvelles Cortès constituantes se réunirent et promulguèrent la constitution du 9 décembre 1931. Partiellement inspirée de la constitution de Weimar, celle-ci introduit de nouvelles dispositions par rapport aux autres textes : pleine égalité entre les Hommes et les Femmes en particulier le droit de vote, la garantie des droits civils et politiques, le recours à l'amparo, le droit d'initiative populaire législatif et le recours au référendum, introduction du tribunal des garanties constitutionnelle (ancêtre de l'actuel tribunal constitutionnel), la reconnaissance des droits économiques et sociaux, reconnaissance du divorce et la création des premières régions autonomes, la Catalogne et le Pays Basque.
Après la guerre civile espagnole et l’établissement du régime franquiste en 1939, l’État se constitue autour de différentes lois fondamentales qui permettent à Franco d’établir une dictature personnalisée et centraliste qui de plus, l'érige en pseudo-régent d'une monarchie sans roi, en 1947.

### Transition démocratique
La mort du dictateur, Francisco Franco, le 20 novembre 1975, marque la fin de 39 ans de guerre civile et de dictature. Deux jours après sa mort, Juan Carlos Ier est proclamé Roi d'Espagne en vertu de la loi de succession du chef de l'État de 1947. Il s'agissait d'un choix personnel du général Franco, qui avait écarté le père de Juan Carlos, Juan de Bourbon, héritier légitime de la dynastie des Bourbon d'Espagne et opposant déterminé au régime Franquiste.
Ayant reconduit le dernier chef de gouvernement de Franco, Carlos Arias Navarro, Juan Carlos parvient enfin à nommer un chef de gouvernement en symbiose avec son projet de réforme en la personne d'Adolfo Suarez, le 2 juillet 1976.
Le gouvernement Suarez présente le projet de loi pour la réforme politique en octobre 1976 qui transforme les assemblées Franquistes en Cortès générales - Parlement bicaméral élu au suffrage universel. Le texte est approuvé le 18 novembre 1976 par les Cortès Franquistes puis par le peuple espagnol, le 15 décembre 1976 à travers un référendum.
Par la suite le décret-loi royal 20/1977 du 18 mars 1977, règlemente la procédure élective aux Cortès et le financement des partis politiques. En avril de la même année, le parti communiste d'Espagne fut légalisé. Tout cela permet la tenue des élections législatives de 1977, les premières élections libres en Espagne depuis février 1936.

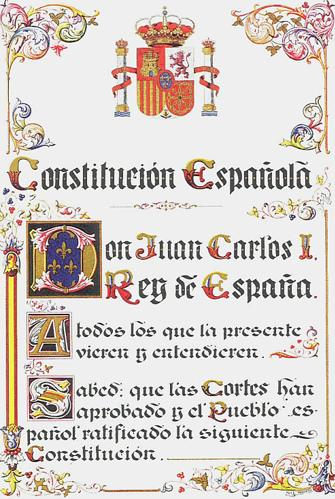
Première page de la Constitution.

## Élaboration

### Laponencia
L'une des tâches prioritaires des Cortès est la rédaction d'une constitution. La loi sur la réforme politique reconnaît que seule le gouvernement et/ou le Congrès avait l'initiative pour engager une réforme constitutionnel. Formule remplie d'ambiguïté car chacun va sans prévaloir : le gouvernement prévoit de confier la rédaction du texte à un groupe d'expert pour qu'il soit débattue et ratifié d'ici la fin de l'année. Le PSOE et le reste de l'opposition de gauche, rétorque que c'est aux nouveaux élues d'élaborer la nouvelle constitution. De plus, l'opposition s'appuie sur le discours d'ouverture des Cortès de Juan Carlos Ier : « La Couronne désire, […] une constitution qui permette à toutes les particularités du peuple de s'exprimer […]. »
Le 1er août 1977, la commission des affaires constitutionnelle et des libertés publiques du Congrès des députés nomme une sous-commission en sont seins chargés de présenter un avant-projet de constitution. L'UCD souhaite restreindre les participants aux seuls membres des principaux partis, le PSOE et lui-même. Cependant, le PSOE exige que les parties à plus faible représentation y participe. Pour faire preuve de bonne volonté, le PSOE cède deux de ses sièges à la minorité catalane. L’UCD refuse de céder l’un de ses trois sièges à la minorité Basques qui n’en voulais pas. Finalement, la ponencia, est composé de sept parlementaire, à savoir : 
- Unión de Centro Democrático (UCD) (centristes, parti gouvernemental) :
  - Gabriel Cisneros
  - Miguel Herrero
  - José Pedro Pérez Llorca
- Partido Socialista Obrero Español (PSOE) (socialistes) :
  - Gregorio Peces Barba
- Alianza Popular (AP) (post-franquistes) :
  - Manuel Fraga
- Pacte Democràtic per Catalunya (es) (minorité catalane) :
  - Miquel Roca
- Partit Socialista Unificat de Catalunya (communiste catalan) :
  - Jordi Solé Tura

Le travail de la ponencia a été réalisé dans la plus grande discrétion pour éviter les pressions, mais à la fin du mois de novembre, une partie du projet avait déjà fuité, ce qui a suscité de nombreuses critiques à son égard et lorsque le texte complet a été connu en janvier 1978, les critiques et la pression se sont intensifiées, dirigées surtout contre le gouvernement et l’UCD « en particulier de la droite et des institutions puissantes, comme les forces armées et l’Église catholique ». Comme l’a déclaré des années plus tard l’un des intervenants, le socialiste Gregorio Peces-Barba, « le débat qui s’ensuivrait serait encore difficile », même s’il « était clair que nous avions fait beaucoup de progrès, qu’un bon climat avait été créé lors de la présentation et qu’un accord sur une Constitution consensuelle n’était pas impossible ». La vérité est que le texte approuvé a été accompagné de nombreux votes individuels des rapporteurs, « qui ont montré d’importants désaccords », auxquels il faut ajouter les plus de trois mille amendements présentés. Il a été encore plus compliqué de parvenir à un consensus sur le fait que, en raison de la volonté de la gauche de faire reconnaître avec précision les droits et libertés fondamentaux, le projet était très vaste, contrairement à la position initiale de l’UCD, qui avait défendu qu’il devait s’agir d’un texte court qui fixerait un cadre général laissant son développement aux lois ultérieures.
Selon Molinero et Ysàs, les questions les plus controverser parmi les députés de « l’AP et de l’UCD, parmi l'opinion conservatrice universitaire, dans le monde des affaires, dans l’Église et — de manière voilée — dans l’armée » étaient « le concept de « nationalités », les pouvoirs limités attribués au roi, le rôle de l’État dans l’économie et la prétendue menace pour la « liberté de l’éducation ».

### La nation et les nationalités
Lorsqu’on a appris que le projet ne faisait aucune mention de la « nation espagnole » mais parlait de l’existence de « nationalités » dont le droit à l’autonomie était reconnu, ainsi que des « régions », les critiques se sont intensifiées de la part des secteurs conservateurs, bien que l’article 2 stipule que « la Constitution est fondée sur l’unité de l’Espagne ». Le philosophe et sénateur par désignation royale Julián Marías a publié un article dans le journal El País le 15 janvier 1978 sous le titre « Nation et nationalités » qui a eu un grand retentissement. Il y déclarait que ne pas affirmer que l’Espagne était une nation — « la première nation qui ait existé au sens moderne du terme »  — équivalait à dire « que l’Espagne n’est pas une nation », et cela signifiait jeter « par-dessus bord, sans sourciller, la dénomination cinq cents ans de notre pays ». Il considérait également absurde l’introduction du terme « nationalités » parce qu’il n’y avait pas de nationalités « ni en Espagne ni ailleurs, parce que la « nationalité » n’est le nom d’aucune unité sociale et politique » et, de plus, cela signifiait l’introduction d’une « inégalité arbitraire entre les Espagnols ».
Au Congrès des députés, l’Alliance populaire (AP) était le groupe parlementaire qui s’opposa fermement au terme « nationalités » et tentait de le faire disparaître du texte et que seules les « régions » soient reconnues. Son rapporteur et leader, Manuel Fraga, a présenté une opinion dissidente dans laquelle il a fait valoir qu'« une seule 'nation' peut être acceptée : l’Espagne, ni plus d’une 'nationalité : la nationalité espagnole ». D’autres parlementaires de l’AP, comme l’ancien ministre franquiste Licinio de la Fuente, ont exprimé leur rejet total du terme « nationalités » parce qu’elle constituât une menace dangereuse pour « l’unité sacrée et indestructible de l’Espagne ». L’ancien ministre franquiste Laureano López Rodó est allé dire au roi que « l’introduction du mot nationalités  était inadmissible parce qu’il ne veut rien dire ou qu’il signifie nation, ce que ceux qui défendent l’inclusion du terme n’ont pas peur de dire ».
Parmi les défenseurs du terme « nationalités » figurait le rapporteur nationaliste catalan Miquel Roca, pour qui son inclusion impliquait la reconnaissance de la personnalité nationale de la Catalogne, tout en supposant que la souveraineté résidait dans l’ensemble de la citoyenneté espagnole. Pour Roca, c’était précisément le grand défi du processus constituant : construire « une nation espagnole compatible avec [la] réalité plurinationale » de l’Espagne. Un autre défenseur était le socialiste Gregorio Peces-Barba qui considérait que « cela répondait à la réalité que l’Espagne était une nation de nations — après tout, la nationalité n’est rien d’autre que synonyme de nation — et de régions différenciées », ce qui n’impliquait pas de remettre en question l’existence d’une « souveraineté unique résidant dans le peuple espagnol ». Une position similaire a été défendue par le rapporteur communiste Jordi Solé Tura : la possibilité a été ouverte que « l’unité de l’Espagne puisse être conciliée avec la réalité multiforme des différentes nationalités et régions ».

### Les communautés autonomes
Le titre VIII, relatif à l’organisation territoriale de l’État, est sans aucun doute le titre de la Constitution le plus discuté et celui qui « exige des équilibres plus délicats », selon les mots du rapporteur socialiste Gregorio Peces-Barba. Comme l’ont souligné Carme Molinero et le Père Ysàs, « tous ceux qui ont participé à l’élaboration de la Constitution ont reconnu que la solution de la « question catalane » et de la question basque et le modèle d’organisation territoriale ont été les plus difficiles et les plus laborieux pour parvenir à des accords. Et quand ils ont été atteints, ils ont eu le rejet radical de l’AP. Ce dernier défendait une simple décentralisation administrative car une véritable autonomie des « nationalités » et des régions signifierait « briser l’unité de l’Espagne », « l’immortelle patrie », selon les mots de son leader et rapporteur Manuel Fraga. Le socialiste basque Txiki Benegas a répondu que « la liberté maximale des peuples d’Espagne » était « la garantie maximale de l’unité de l’État », la seule façon de résoudre « un problème en Espagne qui est en permanence mal résolu, une réalité inexorable qui, surgissant des profondeurs des peuples d’Espagne, soulève en permanence la question de la structure de l’État ».
L’accord finalement conclu entre l’UCD, le PSOE, le PCE et les nationalistes catalans et basques — qui a été à plusieurs reprises sur le point de dérailler — n’a laissé presque personne satisfait. Le rapporteur communiste Jordi Solé Tura a attribué les dysfonctionnements qu’il a lui-même constatés dans les articles du titre VIII au fait qu'« aucun autre titre de la Constitution n’a été rédigé au milieu d’autant d’intérêts contradictoires, de tant de réserves et, en somme, d’autant d’obstacles ». Le député de l’UCD et ministre de l’Intérieur, Rodolfo Martín Villa, d’un point de vue opposé, a imputé aux « approches maximalistes » des nationalistes catalans et basques et à la « fureur nationaliste » des socialistes et des communistes l’échec de la réalisation d’un « ordre constitutionnel des autonomies plus satisfaisant », régi par « des critères plus rationnels en matière de telle transcendance ».
L’accord consistait à établir « une autonomie politique conçue fondamentalement pour la Catalogne, le Pays basque et la Galice, et une formule plus proche de la décentralisation administrative pour le reste de l’Espagne [suivant la voie de l’article 143], bien que la possibilité ait été laissée ouverte que les communautés dans lesquelles une demande ferme d’autonomie était exprimée puissent accéder à l’avenir à une autonomie maximale [en suivant la voie de l’article 151] ».

### L’église et la question scolaire
En novembre 1977, la Conférence épiscopale espagnole a immédiatement publié un document très critique à l’égard de l’avant-projet, estimant qu’il n’intégrait pas les valeurs morales du catholicisme, telles que la défense de la vie humaine « depuis le ventre de la mère jusqu’au moment de la mort ». La stabilité du mariage et la protection de la famille. Il a également averti que la liberté d’expression « ne peut être invoquée pour justifier des offenses aux valeurs morales et religieuses et aux sentiments des citoyens », ainsi que de l’existence dans le texte constitutionnel de « formulations équivoques et d’accents négatifs qui pourraient donner lieu à des interprétations laïques », avec lesquelles « il n’y aurait pas de réponse suffisante à la réalité religieuse des Espagnols, avec le poids incontestable du catholicisme ». En ce qui concerne la liberté religieuse, le document indique qu’elle devrait être accompagnée d’un « traitement sobre et constructif de l’importance de l’Église catholique en Espagne en termes d’indépendance réciproque par rapport à l’État, de respect des compétences et de possibilité de maintenir des accords sur des questions d’intérêt commun ». Le président de la Conférence épiscopale, le cardinal Tarancón, l’a expliqué de cette façon : « Nous ne demandons aucun privilège, mais nous sommes reconnus comme toutes les Églises ; mais nous devons garder à l’esprit que nous sommes en Espagne, et qu’en Espagne, nous, catholiques, sommes la majorité » .
L’affirmation de la Conférence épiscopale selon laquelle l’Église catholique devrait être mentionnée a eu un effet immédiat sur l’UCD et l’AP et, après des débats successifs dans le rapport et au sein de la commission des affaires constitutionnelles, un texte a été approuvé, qui n’avait pas le soutien des socialistes, bien qu’il ait eu le soutien des communistes, qui se lisait comme suit (il sera finalement inclus dans le troisième alinéa de l’article 16 de la Constitution):
« 
Aucune confession n'est religion d'État. Les pouvoirs publics tiennent compte des croyances religieuses de la société espagnole et maintiendront les relations de coopération poursuivies avec l'Eglise catholique et les autres confessions. »
— Article 16 de la Constitution
La question de la Liberté d'enseignement est beaucoup plus controversée. Dans le document de la Conférence épiscopale du 26 novembre 1977, l’avant-projet du rapport avait été critiqué parce qu’il ne garantissait pas « dans tous les centres éducatifs, l’éducation des nouvelles générations selon les convictions morales et religieuses des parents et des élèves ». Ainsi, avec les votes favorables de l’UCD, de l’AP et de la minorité catalane, l’article faisant référence à l’éducation a été modifié en réponse aux demandes de l’Église et des conservateurs, ce qui a amené le rapporteur socialiste Gregorio Peces Barba à quitter la ponencia. Face au risque de briser le consensus, l’UCD à rétropédaler – sauf l’ AP – et est revenue à la formulation originale avec de petits changements, bien que les pressions se soient poursuivies jusqu’à l’approbation finale de la Constitution. La liberté de créer des écoles et leur droit de recevoir des subventions de l’État ont été reconnus, de même que l’implication des enseignants, des parents et des élèves dans la gestion des écoles financées par des fonds publics. L’article 27 était libellé comme suit :
« 
Article 27
1. Toute personne a droit à l'éducation. La liberté de l'enseignement est reconnue.
2. L'éducation a pour but le plein développement de la personnalité humaine dans le respect des principes démocratiques de coexistence ainsi que des droits et des libertés fondamentaux.
3. Les pouvoirs publics garantissent le droit des parents de donner à leurs enfants une formation religieuse et morale en accord avec leurs propres convictions.
4. L'enseignement primaire est obligatoire et gratuit.
5. Les pouvoirs publics garantissent le droit de tous à l'éducation, selon un programme général d'enseignement établi avec la participation effective de tous les secteurs intéressés, et la création d'établissements d'enseignement.
6. On reconnaît aux personnes physiques et morales la liberté de créer des établissements d'enseignement, dans le respect des principes constitutionnels.
7. Les professeurs, les parents et, le cas échéant, les élèves prennent part au contrôle et à la gestion de tous les établissements soutenus par l'administration avec des fonds publics, dans les termes établis par la loi
8. Les pouvoirs publics inspectent et homologuent le système éducatif pour garantir le respect des lois.
9. Les pouvoirs publics aident les établissements d'enseignement qui remplissent les conditions établies par la loi.
10. L'autonomie des universités est reconnue, dans les termes établis par la loi.  »

### Intervention de l’État dans l’économie
À l’instar de l’Église catholique, les organisations patronales ont également sévèrement critiqué le projet de rapport dès qu’une partie de son contenu a été divulguée. Ils ont déclaré que le principe de la libre entreprise était remis en question et qu’il établissait une intervention excessive de l’État dans l’économie et ont lancé une vaste campagne d'« affirmation des entreprises » avec la tenue d’actes de protestation dans différentes villes exigeant l’établissement d’une « économie de marché complète »». Ils rejettent en particulier l'alinéa 2 de l’article 118 du projet de loi qui établit que les pouvoirs publics peuvent intervenir conformément à la loi « dans la gestion, la coordination et le fonctionnement des entreprises lorsque l’intérêt général l’exige » et qui subordonne également les richesses du pays à « l’intérêt général ». Au début du mois de février 1978, ils ont organisé une manifestation massive au Palacio de los Deportes à Madrid sous le slogan Reaccionemos, dans lequel il était proposé de faire appel « aux plus hautes instances de la Nation » – une allusion pas du tout voilée au roi – et de menacer d’insubordination l’Administration.
Une grande partie de ces demandes ont été satisfaites par l’UCD et l’AP  – bien que la subordination de la « richesse du pays » à « l’intérêt général » ait été maintenue – et à reconnaître la « liberté d’entreprendre dans le cadre de l’économie de marché », mais ils n’ont pas pu empêcher l'inscription dans la constitution de laisser le modèle économique ouvert avec la possibilité d’une intervention extensive de l’État et ils n’ont pas non plus pu empêcher la Constitution de laisser ouvert la question du modèle économique avec la possibilité d’une intervention extensive de l’État et ils n'ont pas non plus réussi— en raison du rejet catégorique du PSOE et du PCE — à inclure les lock-out, les restrictions à la liberté syndicale et le droit de l’employeur « d’établir des conditions d’emploi conformes aux critères de productivité et d’adopter des mesures de conflit collectif ». Ils n’ont pas non plus réussi à exclure le droit de grève du volet relatif aux droits fondamentaux ou incluant la liberté d’entreprendre. Un amendement surprenant  du député de l’AP Licinio de la Fuente, ancien ministre franquiste du Travail, prévoyait que les pouvoirs publics « établiront les moyens qui facilitent l’accès des travailleurs à la propriété des moyens de production ». Le libellé final était le suivant :
« 
Article 38
La liberté d'entreprendre dans le cadre de l'économie de marché est reconnue. Les pouvoirs publics en garantissent et en protègent l'exercice ainsi que la défense de la productivité, selon les exigences de l'économie générale et, le cas échéant, de la planification [...]
Article 123
1. Toutes les ressources du pays, dans les diverses formes et quels qu'en soient les détenteurs, sont soumises à l'intérêt général.
2. On reconnaît l'initiative publique dans l'activité économique. Une loi pourra réserver au secteur public des ressources ou des services essentiels, spécialement en cas de monopole, et elle pourra de même décider le contrôle d'entreprises, quand l'intérêt général l'exige [...]
Article 129
[...]
2. Les pouvoirs publics stimulent efficacement les diverses formes de participation dans l'entreprise et encouragent par une législation adéquate les sociétés coopératives. Ils prennent aussi des mesures pour faciliter l'accés des travailleurs à la propriété des moyens de production [...]
Article 131
[...]
1. L'État, par une loi, peut planifier l'activité économique générale pour s'occuper des nécessités collectives, équilibrer et harmoniser le développement régional et sectoriel et stimuler la croissance du revenu et de la richesse et leur plus juste distribution [...]
 »

### Limitation des pouvoirs de la Couronne
L’avant-projet de loi dispose que la forme politique de l’État espagnol est la monarchie parlementaire. Affirmation lourde de conséquence puisque qu’elle entérine le choix de Franco de voir s’instaurer en Espagne un régime monarchique et rend impossible de facto, l’éventuelle restauration de la République. Le PSOE va pourtant présenter au vote un amendement en faveur de la forme républicaine de l’Etat presque jusqu’à la fin du processus de la navette parlementaire, bien qu’il ne s’agisse que d’un acte symbolique en l’absence d’une majorité aux Cortès pour le soutenir — le malaise des Cortès se manifesta. Pour le reste, les socialistes et les communistes vont concentrer leurs efforts pour rendre la monarchie essentiellement symbolique où cela ne confère pas au roi une capacité de décision effective.
La limitation des pouvoirs du monarque est fortement critiquée par les secteurs conservateurs. Le philosophe et sénateur par désignation Julián Marías a publié un article dans le journal El País le 26 janvier 1978 dans lequel il affirmait que le roi — pour exercer sa magistrature — devait « disposer de recours juridiques, dont le premier est de pouvoir exprimer son approbation ou sa désapprobation, de pouvoir s’opposer à toute violation de la Constitution, d’où qu’il vienne ». Il a estimé que le texte offrait, « peut-être comme prix à payer pour l’existence d’une monarchie », « une réduction extrême du pouvoir que l’on appelle généralement 'modérateur' » et qu’il était en même temps affligé d’un « déséquilibre parlementaire », c’est-à-dire d’un excès de pouvoir du Parlement. Deux jours plus tôt, il avait publié dans le même journal un autre article dans lequel, en raison de son statut de « vieux républicain », il rejetait « une imitation inerte, purement ornementale, sans originalité, fanée de formes résiduelles incapable de susciter l’enthousiasme ».
Dans la première version du projet, le roi ne pouvait pas proposer au Congrès des députés le candidat à la présidence du gouvernement qui devrait subir l’investiture après consultation des groupes parlementaires. Plus tard, cette fonction a été reconnue — la seule de caractère exécutif, en dehors des fonctions purement représentatives — avec le vote contre du rapporteur communiste Jordi Solé Tura, en faveur de la réduction des fonctions de la Couronne au maximum, dans laquelle il eu le soutien inattendu du rapporteur de l’AP Manuel Fraga. Mais le reste des fonctions exécutives proposées par le rapporteur de l’UCD, Miguel Herrero Rodríguez de Miñón, selon lesquelles le roi pouvait dissoudre les Cortes, convoquer des référendums ou renvoyer une loi devant le tribunal constitutionnel avant sa sanction, ont été complètement rejetées. L’amendement présenté par le député de l’AP et ancien ministre franquiste Laureano López Rodó, qui attribuait des pouvoirs spéciaux au roi en cas d’urgence, ou celui du sénateur par désignation royal Alfonso Osorio— vice-président dans le premier gouvernement d’Adolfo Suárez —, qui défendait que le roi pût renvoyer aux Cortes ou soumettre à un référendum les lois qu’il refusait de sanctionner, n’ont pas non plus prospéré.
Pour sa part, Juan Carlos intervient seulement sur deux points essentiels : le maintien de la préférence traditionnelle de la lignée masculine sur la lignée féminine dans la succession et le fait d’être considéré comme « l’héritier légitime de la dynastie historique » (article 57), qui, selon Paul Preston, « a éliminé d’un trait de plume les origines franquistes de la monarchie ». Selon ce dernier, le roi Juan Carlos Ier avait intérêt à avoir parmi ses fonctions celle de pouvoir convoquer des référendums et de proposer, après les élections, le candidat à la présidence du gouvernement à soumettre au débat d’investiture au Congrès des députés. La première n’a pas été réalisée, mais la seconde l’a été (article 99). Juan Carlos déclara au journaliste José Oneto (es) en janvier 1978, lorsque le rapporteur présenta le projet de Constitution : « Je pense qu’au rythme où vont les choses, j’aurai moins de pouvoirs que le roi de Suède, mais si cela sert à amener tous les partis politiques à accepter la forme monarchique de l’État, je suis prêt à l’accepter ».

### Droit historique basques
Le Parti nationaliste basque (PNV) n’avait pas de rapporteur au sein de la commission chargée de rédiger le projet de Constitution. Dès qu’il pris connaissance, en janvier 1978, que le texte ne faisait aucune allusion aux droits historiques et aux fors, le PNV a présenté un amendement établissant le retour aux régions forales – Álava, Guipúzcoa, Vizcaya et la Navarre – de « leurs institutions et pouvoirs politiques originaux », renouvelant « le Pacte foral avec la Couronne, le roi conservant sur ces territoires les titres et les pouvoirs que ses prédécesseurs auraient traditionnellement détenus » et a attribué au Conseil général basque (es) ou à l’organe foral compétent « l’initiative et la capacité nécessaires pour mener à bien la négociation avec le Gouvernement de la Couronne, constituant son régime, son fonctionnement et son transfert de pouvoirs, dont le résultat sera soumis à un référendum populaire ». L’amendement a été complètement rejeté par le reste des groupes parce qu’il signifiait reconnaître l’existence de « pouvoirs originaux » et parce qu’il visait à établir des institutions et des fonctions en dehors de la Constitution – ce qui fut particulièrement contesté par la gauche. Lors du débat au sein de la Commission constitutionnelle, les groupes se sont mis d'accord sur un texte, qui allait devenir la première disposition supplémentaire de la Constitution. Ce texte a été accepté par le député nationaliste basque Xabier Arzallus (es), mais il a finalement été rejeté par la direction du PNV, qui l'a jugé insuffisant. Une nouvelle négociation au Sénat n'a pas abouti. En conséquence, les sept députés du PNV se sont abstenus lors du vote final de la Constitution.

### Polémiques divers: Sénat, peine de mort, divorce, avortement et forces armées
Dans la première version du projet de Constitution, le Sénat était défini comme une chambre de représentation territoriale dont les membres étaient élus par les assemblées législatives des « territoires autonomes » (terme initial utilisé pour désigner les communautés autonomes). Le principal défenseur de cette conception du Sénat était le rapporteur communiste catalan Jordi Solé Tura, qui soutenait que « si nous voulons vraiment construire un système politique basé sur les autonomies, sur la généralisation des autonomies, seule une chambre représentative des communautés autonomes avait un sens ». Ce Sénat permettrait aux « organes législatifs des territoires autonomes » de trouver « en même temps un lien lorsqu’il s’agit de prendre les grandes décisions collectives qui affectent l’ensemble de l’Espagne ». Cependant, cette idée initiale a été complètement modifiée au cours des débats qui ont suivi, lorsqu’il a été établi qu’il y aurait quatre sénateurs par province élus directement par les citoyens, ainsi que les sénateurs nommés par les parlements autonomes. Des années plus tard, le rapporteur socialiste Gregorio Peces-Barba, qui soutenait la proposition de Solé Tura, mais pas son parti (le PSOE), considérait la composition du Sénat finale comme « le principal échec de la Constitution ».
L’abolition de la peine de mort, défendue par la gauche et par les nationalistes catalans et basques, a été contestée par l’UCD et l’AP, mais pour des raisons différentes. L’UCD— qui s’est ouvertement déclarée abolitionniste mais pas l’AP — a proposé qu’elle ne soit pas incluse dans la Constitution mais qu’elle soit renvoyée à une loi ultérieure et que sa suppression se fasse progressivement. Par la suite, l’UCD accepta que l’abolition soit incluse dans la Constitution, à l’exclusion de l’armée où un accord a été conclu limitant son application dans le domaine militaire « à ce qui peut être prévu par les lois pénales militaires en temps de guerre ». En 1995, une loi organique a aboli la peine de mort également dans ce dernier cas, de sorte que la peine de mort a cessé d’exister dans le système juridique espagnol.
La question de la dépénalisation de l’avortement a suscité une plus grande controverse. Il a été proposé par le rapporteur communiste Jordi Solé Tura avec le texte suivant : « Afin de parvenir à une maternité et à une paternité responsable, les pouvoirs publics prendront en charge, par le biais de la Sécurité sociale, la mise en œuvre des programmes de planification familiale. Les méthodes de cette planification peuvent inclure l’interruption de grossesse, dans les conditions prévues par la loi. La proposition n’a pas abouti, mais dans le débat sur l’article 15 sur le droit à la vie, la question a été soulevée à nouveau. La gauche proposa la formule « la personne a droit à la vie » mais elle a finalement été remplacée par « tout le monde a droit à la vie », puisque l’UCD et l’AP— anti-avortement — considéraient que le terme « tout le monde » incluait également le fœtus. La question sera laissée à l’interprétation du tribunal constitutionnel.
En ce qui concerne le droit au divorce, l’AP est le groupe qui s’est opposé avec le plus de véhémence à son inclusion dans la Constitution, bien qu’il n’ait pas réussi. Dans l’avant-projet du rapport, il a été établi que le droit civil réglementerait les formes du mariage, les droits et devoirs des époux, « les causes de séparation et de dissolution et leurs effets ». Les communistes et les socialistes ont présenté un vote dissident pour inclure que le mariage pouvait être dissous « par dissidence mutuelle ou à la demande de l’un des époux, s’il y a un motif valable dans la forme établie par la loi sur le divorce ». Mais le texte final a maintenu le libellé initial du projet de loi, après avoir toutefois reconnu la « pleine égalité juridique » des hommes et des femmes dans le mariage. L’article 32 a été rédigé comme suit :
« 1. L'homme et la femme ont le droit de contracter mariage en pleine égalité juridique.
2. La loi règle les formes du mariage, l'âge et la capacité pour le contracter, les droits et les devoirs des conjoints, les causes de séparation et de divorce et leurs effets. »
Lors de l’examen du projet de Constitution, le comité des chefs d’état-major interarmées (JUJEM) ont formulé un certain nombre d’observations dont la principale était la référence faite au rôle des forces armées, qui— selon la direction militaire — devait être le même que celui qui lui est attribué par l’article 37 de la loi organique franquiste de l’État de 1967. C’est le rapporteur de l’UCD, Miguel Herrero de Miñón, qui a été chargé de l’intégration de cette « observation » dans le projet constitutionnel. Cependant, les militaires n’ont pas obtenu tout ce qu’ils voulaient car les forces de l’ordre n’ont pas été incluses dans le texte, établissant pour la première fois la distinction entre forces armées et forces de l'ordre public, bien qu’elles aient réussi à faire passer l’article faisant référence aux forces armées du titre IV, consacré au gouvernement et à l’administration, au titre préliminaire. Ce qui « était une concession symbolique importante ». Enfin de compte, l’article 8.1 est libellé comme suit [à côté de l’article de la législation franquiste faisant référence au même sujet] :
« Loi organique de l’État (1967)
Article 37 : Les forces armées de la nation, composées des forces terrestres, navales et aériennes et des forces de l’ordre public, garantissent l’unité et l’indépendance de la patrie, l’intégrité de ses territoires, la sécurité nationale et la défense de l’ordre institutionnel. »
« Constitution de 1978

Article 8.1: Les forces armées, composées de l’armée de terre, de la marine et de l’armée de l’air, ont pour mission de garantir la souveraineté et l’indépendance de l’Espagne, en défendant son intégrité territoriale et l’ordre constitutionnel. »

### Présentation finale et référundum
Une nouvelle ébauche est présentée aux Cortès (le Parlement) le 10 avril 1978 pour négociation. Plus de 3 100 modifications sont discutées au Congrès des députés, où a lieu le vote d'approbation du projet constitutionnel le 21 juillet 1978 qui est ensuite remis au Sénat.
À la haute chambre, un nouveau processus de négociation rapporta des modifications linguistiques proposées par Camilo José Cela (qui recevra le prix Nobel de littérature en 1989), l'abolition de la peine de mort et la légitimation définitive de la monarchie font partie de ces modifications. Le texte est à nouveau soumis aux Congrès des députés le 13 octobre 1978.
Le Cortès approuve le texte le 31 octobre 1978 :
- le Congrès des députés par 325 voix pour, six contre et trois abstentions
- le Sénat avec 226 voix pour, cinq contre et huit abstentions

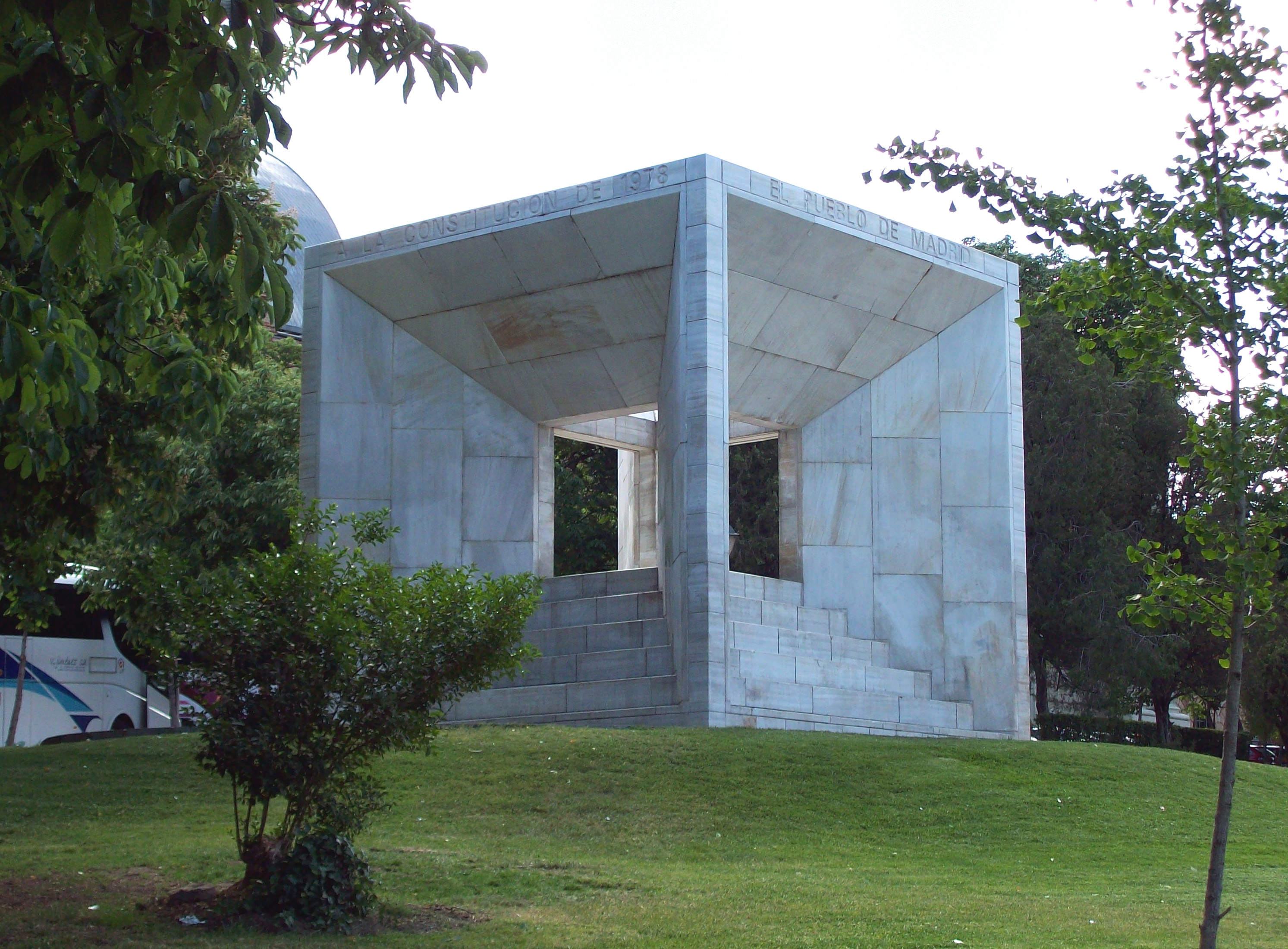
Monument à la Constitution de 1978 à Madrid.

Le roi Juan Carlos signe le 3 novembre 1978 le décret royal 2 560/1 978, qui est ensuite présenté par référendum au peuple espagnol, qui l'approuve le 6 décembre 1978. Sur 26,6 millions d'électeurs, 17,7 millions votent (le taux de participation est de 67,1 %) dont 15,7 millions votent oui (ce qui fait 87,8 % des voix) et 1,4 million contre.
L'abstention est plus importante en Galice et au Pays basque (45 % abstention), où le Parti nationaliste basque prône cette option, mais 69 % de ces 55 % de votants votent pour. Seuls donc 38 % des Basques approuvent la Constitution espagnole.
La Constitution a été sanctionnée le 27 décembre par le roi et publiée au Bulletin official de l’État le 29 décembre en espagnol, en Baléare, en catalan, en galicien, en valencien et en basque. Depuis 1986, le Jour de la Constitution est célébré le 6 décembre.

## Textes précédents
Il a existé par le passé d'autres textes constitutionnels :
- la Constitution de Bayonne en 1808, première constitution de la monarchie ;
- la Constitution espagnole de 1812, promulguée au cours de la guerre d'indépendance espagnole ;
- la Constitution espagnole de 1837, qui était basée sur la souveraineté nationale ;
- la Constitution espagnole de 1845, qui accordait une place prépondérante à la monarchie et aux Cortes ;
- la Constitution espagnole de 1869, adoptée après le succès de la révolution de 1868 ;
- la Constitution espagnole de 1876, promulguée après la restauration de la monarchie espagnole ;
- la Constitution espagnole de 1931 de la Seconde République espagnole ;
- les Lois fondamentales (Leyes fundamentales) du régime franquiste, qui n'étaient pas vraiment une Constitution.

## Organisation du texte
Le texte est articulé autour de 169 articles, répartis en 10 titres.

### Dispositions de la Constitution
| Partie                                                         | Dispositions |
| -------------------------------------------------------------- | --- |
| Préambule                                                      | La nation espagnole proclame sa volonté d'établir une société démocratique avancée. |
| Titre préliminaire :                                           | L'Espagne se constitue en un État social et démocratique de droit. La souveraineté réside dans le peuple espagnol. La forme politique de l'État espagnol est la monarchie parlementaire. Les Forces armées ont pour mission de garantir la souveraineté et l'indépendance de L'Espagne, défendre son intégrité territoriale et l'ordre constitutionnel.          |
| Titre I : Des droits et des devoirs fondamentaux               | Majorité à dix-huit ans. Égalité devant la loi. Aucune religion ne sera religion d'État. Respect de la liberté de pensée. Droit de réunion et d'associations. Droit à l'éducation. Droit de se syndiquer. Droit au travail. Droit au logement. Droit à la santé.                                                                                                 |
| Titre II : De la Couronne                                      | Le roi est le chef de l'État, symbole de son unité et de sa permanence. Il arbitre et tempère le fonctionnement régulier des institutions. |
| Titre III : Des Cortes générales                               | Les Cortes se composent de deux chambres : - Le Congrès des députés élus au suffrage universel, libre et direct. - Le Sénat est la chambre de représentation territoriale (4 sénateurs par province) élus au suffrage universel, libre, direct et secret. Sont électeurs et éligibles tous les Espagnols jouissant du plein exercice de leurs droits politiques. |
| Titre IV : Du gouvernement et de l'administration              | Le roi propose au Congrès des députés un candidat à la présidence du gouvernement, puis nomme celui-ci après vote à la majorité absolue des députés. |
| Titre V : Des relations entre gouvernement et Cortes générales | Le gouvernement répond solidairement de sa gestion politique devant le Congrès des députés. |
| Titre VI : Du pouvoir judiciaire                               | La justice émane du peuple et est rendue au nom du roi par des juges et magistrats membres du pouvoir judiciaire, indépendants, inamovibles, responsables et soumis à soumis à l'empire de la loi. |
| Titre VII : Économie et finances                               | Toute la richesse du pays dans ses différentes formes et quel que soit son détenteur est subordonnée à l'intérêt général. Il appartient au Gouvernement d'élaborer le budget général de l'État et aux Cortes générales de l’examiner, de l’amender et l’approuver.                                                                                               |
| Titre VIII : De l’organisation territoriale                    | L’État est organisé territorialement en municipalités, en provinces et dans les communautés autonomes qui se constitueront. Toutes ces entités jouissent de l’autonomie pour la gestion de leurs intérêts respectifs. |
| Titre IX : Du Tribunal constitutionnel                         | Le Tribunal constitutionnel est compétent pour connaitre du recours d’inconstitutionnalité contre les lois et dispositions normatives, d’une demande de protection en cas de violation des droits et libertés, des conflits de compétence entre l’État et les communautés autonomes ou de celles-ci entre elles.                                                 |
| Titre X : De la révision constitutionnelle                     | Les projets de révision constitutionnelle devront être approuvés par une majorité des 3/5 dans chacune des deux chambres. |
| Dispositions additionnelles                                    | Respects des droits historiques des territoires bénéficiant de fueros. |
| Disposition transitoires                                       | Conditions de l'application de la voie lente ou de la voie rapide pour l'obtention de l'autonomie régionale. |
| Disposition dérogatoire                                        | Abrogation des huit lois fondamentales promulguées durant la période franquiste. |